# Сергеев, Сергей Борисович
Сергей Борисович Сергеев (родился 16 ноября 1966 года в Москве) — советский и российский регбист, выступавший во второй и третьей линиях. Известен по играм в чемпионате Франции за «Монтобан». Отец Сергея Сергеева-младшего, выступавшего за клуб «Монтобан» с 2008 года и за сборную России. Мастер спорта СССР (1985), мастер спорта СССР международного класса (1987).

## Биография

### Карьера в СССР
По словам Сергея, его школьный класс в своё время поделили на две группы иностранных языков: английскую и французскую, и Сергей выбрал французский язык. Начинал занятия регби в 1980 году в зеленоградском клубе «Эпион», первый тренер — Владимир Евдокимов. Выступал за известный регбийный клуб «Фили» в 1984 и 1986—1992 годах, также играл в 1985 году за команду ВВА им. Гагарина. Выступал за сборную СССР, сыграв 8 матчей в 1988 году, 11 в 1989 году, 3 игры в 1990 году и 5 игр в 1991 году.
Сергеев с командой стал серебряным призёром чемпионата Европы 1988 года, хотя сборная СССР в решающем матче упустила победу над Францией. Входил в число 45 лучших регбистов СССР в 1990 году; участник турне по Франции, Англии и Новой Зеландии в составе советской сборной. Тренировался под руководством Александра Первухина.
Выигрывал турнир на призы Федерации регби СССР 1985 года и турниры на призы газеты «Советский спорт» в 1988—1989 годах. В составе юниорской сборной СССР занял 4-е место на чемпионате Европы в Бельгии в 1985 году, а в 1988 году занял 4-е место на студенческом чемпионате мира во Франции.

### Карьера во Франции и России
В составе клуба «Монтобан» Сергей начал выступать в 1992 году, переехав во Францию с трёхлетним сыном. Выступал без перерывов за эту команду в 1993—2004 годах, был там капитаном. Знание французского языка во многом помогло ему адаптироваться во Франции. С сезона 2001/2002 по 2003/2004 сыграл 44 матча за «Монтобан», набрал 10 очков.
В 2006 году Сергей ненадолго вернулся в Россию, где выступал за команду «Енисей-СТМ» до конца сезона. В сезоне 2007/2008 завершил карьеру матчами за «Авенир Валансьен» (в 5 матчах занёс одну попытку). Благодаря стараниям Сергея Сергеева во Францию перебрался Вячеслав Грачёв.
После долго перерыва вернулся в сборную в 1998 году, до 2006 года провёл 26 матчей за сборную России, к которым относятся тест-матчи и игры в рамках Кубка европейских наций; был капитаном сборной России. В 2001 году Сергей Сергеев должен был сыграть на дебютном для России Кубке мира по регби-7, но его заменил однофамилец Алексей Сергеев.
Всего за сборные СССР и России сыграл 44 матча, набрав 16 очков.

### «Барбарианс Франсез»
В мае 2000 года Сергеев попал в заявку клуба «Барбарианс Франсез» на матч против сборной Уэльса, который прошёл в Кардиффе на стадионе «Миллениум» (победа валлийцев 33:40). В ноябре того же года был вызван на матч против новозеландских «Олл Блэкс» на стадионе «Феликс Боллар» в Лансе, и матч завершился победой «Варваров» со счётом 23:21.
В ноябре 2001 года Сергеев снова был вызван в «Барбарианс Франсез», но уже на матч против Фиджи в Тулоне (поражение 15:17). В сентябре 2003 года Сергеев провёл четвёртый матч за «варваров», но уже против сборной Франции, выступавшей под именем «Сборная Президента» (фр. XV du Président), поскольку за месяц до Кубка мира сборные не имели право проводить никаких официальных матчей. Ядро команды «Варваров» под руководством составили французские игроки, не попавшие в основной состав «президентской команды» (ею в том матче руководил тренер сборной Франции Бернар Лапорт. Игра прошла в Нарбонне в Парке спорта и дружбы и завершилась со счетом 12:83 в пользу «президентской команды».
В ноябре 2004 года Сергеев сыграл пятый матч за «варваров» против Австралии, состоявшийся на стадионе имени Жана Буэна в Париже. Игра завершилась поражением «варваров» 15:45.

### Вне регби
Сергей проживает в городе Монтобан, владеет баром-рестораном-дискотекой Santa Maria (площадь Леона Буржада, дом 2).